# Distrikt Kikuube
Kikuube ist ein Distrikt in Westuganda. Die Hauptstadt des Distrikts ist Kikuube.

## Geschichte
Der Distrikt Kikuube wurde 2018 aus Teilen des Distrikt Hoima geschaffen.

## Demografie
Die Bevölkerungszahl wird für 2020 auf 358.700 geschätzt. Davon lebten im selben Jahr 10,5 Prozent in städtischen Regionen und 89,5 Prozent in ländlichen Regionen.

## Wirtschaft
Die Landwirtschaft ist die Hauptstütze der Wirtschaft des Distrikts, wie dies auch bei den meisten anderen Regionen des Landes der Fall ist.